# Procris mindanaensis
Procris mindanaensis är en nässelväxtart som beskrevs av H. Schröter. Procris mindanaensis ingår i släktet Procris och familjen nässelväxter. Inga underarter finns listade i Catalogue of Life.